# Sandra Kälin (Fussballspielerin, 1971)
Sandra Kälin (* 6. November 1971) ist eine ehemalige Schweizer Fussballspielerin, 43-malige Nationalspielerin und spätere Spielführerin.

## Karriere

### Vereine
Kälin wuchs im schwyzerischen Willerzell, einer Ortschaft in der Gemeinde Einsiedeln, auf. 13-jährig begann sie beim ortsansässigen FC Einsiedeln mit dem Fussballspielen, stieg mit ihm 1987 in die zweithöchste Spielklasse auf und blieb dem Verein bis Juli 1993 treu. 
Nach zehn Jahren unterhalb der höchsten Schweizer Liga entschloss sich die Typografin im Sommer 1993 zu einem Wechsel zum deutschen, in der seinerzeit zweigleisigen Bundesliga spielenden und damaligen Deutschen Meister, TuS Niederkirchen, bei dem bereits Sabina Wölbitsch, ihre Mitspielerin aus der Nationalmannschaft, unter Vertrag stand. Beim internationalen Turnier in Spreitenbach, wo sie als beste Spielerin ausgezeichnet wurde, war es rund ein Jahr zuvor zu ersten Kontakten mit dem Team aus der Bundesliga gekommen. Nach zwei Probetrainings unterzeichnete sie am 30. April 1993 ihren ersten Lizenzspielervertrag. Am Saisonende 1993/94 wurde sie mit ihrer Mannschaft Sieger der Staffel Süd und nahm somit an der Endrunde um die Deutsche Meisterschaft teil, in der nach Hin- und Rückspiel im Halbfinale das Aus mit 1:9 gegen Grün-Weiß Brauweiler folgte. Doch am 1. August 1993 errang sie in Leverkusen mit dem Gewinn des DFB-Supercups beim 2:1-Sieg über den TSV Siegen ihren einzigen Titel.
Bis Januar 2001 folgten die Platzierungen 6., 3., 3., in der ab 1997 eingleisigen Bundesliga die Platzierungen 9., 8. und 11., der den Abstieg in die Regionalliga Südwest bedeutete. Der Aufenthalt dauerte eine Saison lang, da ihre Mannschaft als Meister dieser Spielklasse in die Bundesliga zurückkehrte. Kälin kehrte während dieser von Erfolg gekrönten Saison bereits im Januar 2001 in die Schweiz zurück. Dort spielte sie die Rückrunde in der Nationalliga A für den FC Malters, bevor sie im August 2001 nach Niederkirchen bei Deidesheim zurückkehrte. Ihr ehemaliger Verein entwickelte sich zur Fahrstuhlmannschaft: Nach der Aufstiegssaison wieder abgestiegen, krönte sie sich mit ihr am Saisonende 2001/02 erneut zum Sieger der Staffel Südwest, wie auch 2003/04 und 2004/05. Ihre letzte Saison bestritt sie für den Verein – Aufstieg bedingt – in der zweigleisigen 2. Bundesliga; die Staffel Süd wurde als Fünftplatzierter beendet.

### Nationalmannschaft
Über die Regionalauswahl im Jahr 1986 stieg sie in die Schweizer U-21-Nati auf und wurde 1987 bereits für die A-Nationalmannschaft berufen. Doch erst am 17. September 1988 debütierte sie – noch nicht 17 Jahre alt – bei der 0:10-Niederlage gegen die A-Nationalmannschaft Deutschlands im EM-Qualifikationsspiel der Gruppe 3 in Binningen. Am 25. August 1990 gelang ihr in Richterswil beim 5:1-Sieg im Testspiel gegen die Nationalmannschaft Österreichs mit dem 1:0-Führungstreffer in der 12. Minute ihr erstes von insgesamt sieben Länderspieltoren. 
Im Dezember 1995 absolvierte sie gemeinsam mit Tatjana Hänni und Susanne Gubler in Tenero-Contra die Trainerausbildung zur Erlangung der B-Lizenz und traf dabei als Spielführerin der A-Nationalmannschaft der Frauen auf Alain Geiger, den Spielführer der A-Nationalmannschaft der Männer. Ihren letzten von 43 Einsätzen als Nationalspielerin hatte sie am 14. September 2002 in Gleisdorf beim 1:1-Remis gegen die Nationalmannschaft Österreichs.

## Erfolge
- DFB-Supercup-Sieger 1993
- Meister der Regionalliga Südwest 2002, 2004, 2005

## Sonstiges
Seit Juli 2014 ist Sandra Kälin Inhaberin und Geschäftsführerin des Velogeschäfts „Kälin Velos“ in Willerzell.